# Ophiosphalma armigerum
Ophiosphalma armigerum är en ormstjärneart som först beskrevs av George Richard Lyman 1878.  Ophiosphalma armigerum ingår i släktet Ophiosphalma och familjen fransormstjärnor. Inga underarter finns listade i Catalogue of Life.